# Peron Islands
Le Peron Islands sono due isole situate nel mare di Timor, lungo la costa occidentale del Territorio del Nord, in Australia. Le isole fanno parte di un'area non incorporata (Unincorporated NT). Le isole sono disabitate e fanno parte del trust di terreni aborigeni del Delavaville Wagait Larrakia e, senza un permesso, ne è vietato l'accesso. Poco distante, sulla costa, vive una comunità Bulgul.
Le isole fanno parte della Anson Bay, Daly and Reynolds River Floodplains Important Bird Area, così identificate da BirdLife International per l'importante presenza di molti uccelli acquatici.

## Geografia
Le Peron Islands si trovano nella parte settentrionale dell'insenatura di Anson Bay a circa 5 km da Channel Point, che è l'estremità nord della baia, e a nord-ovest della foce dl fiume Daly che sfocia nella stessa baia.
- North Peron Island, l'isola maggiore, ha una superficie di 19,1 km². Ha una grande colonia rirpoduttiva di pellicano australiano (nel 1995 si contavano 5000  adulti e 10 000 pulcini)[3].
- South Peron Island, ha una superficie di 5,5 km²  e si trova circa 3 km a sud-est di North Peron Island.

## Toponimo
Le isole portano il nome del naturalista François Péron che aveva partecipato alla spedizione di Nicolas Baudin (1801-1803). Una descrizione delle isole si deve a Phillip Parker King nel suo Narrative of a Survey of the Intertropical and Western Coasts of Australia (1818-1822).